# Mirai no Museum
"Mirai no museum" 未来のミュージアム (Viện bảo tàng của tương lai Mirai no Museum) là đĩa đơn thứ 22 của nhóm nhạc techno-pop nữ Nhật Bản Perfume. Nó được phát hành vào ngày 27 tháng 2 năm 2013 ở Nhật Bản dưới Universal J. Đây là đĩa đơn thứ ba của nhóm sau khi chuyển đến Tokuma Japan Communications.

## Bối cảnh
"Mirai no Museum" là đĩa đơn thứ 22 được phát hành bởi Perfume. Nó được phát hành trong hai phiên bản: một phiên bản CD+DVD có hạn và một phiên bản CD thường. Bài hát được sử dụng làm bài hát chủ đề kết thúc phim Doraemon: Nobita và viện bảo tàng bảo bối

## Danh sách Track
Tất cả các ca khúc được viết bởi Yasutaka Nakata.
| CD  | CD                                                           | CD         |
| STT | Nhan đề                                                      | Thời lượng |
| --- | ------------------------------------------------------------ | ---------- |
| 1.  | "Mirai no Museum" (未来のミュージアム, Museum of the Future) |            |
| 2.  | "Daijyobanai" (だいじょばない, I'm Not Okay)                 |            |
| 3.  | "Mirai no Museum" (Original Instrumental)                    |            |
| 4.  | "Daijyobanai" (Original Instrumental)                        |            |

## Bảng xếp hạng vị trí Oricon
| Hai | Ba | Tư | Năm | Sáu | Bảy | Chủ nhật | Xếp hạng tuần | Doanh thu |
| --- | -- | -- | --- | --- | --- | -------- | ------------- | --------- |
| -   | 2  | 2  | 2   | 4   | 4   | 3        | 2             | 68,784    |
| 3   | 21 | 12 | 11  | 13  | 9   | 8        | 12            | 9,099     |
| 9   | 27 | 28 | 28  | 24  | 17  | 19       | 24            | 4,180     |
| 19  | 33 | 24 | 27  | 23  | 19  | 19       | 28            | 2,721     |
| 18  | 48 | 42 | -   | -   | 27  | 26       | 42            | 1,967     |
| 26  | 45 | 50 | 46  | 38  | 35  | 30       | 51            | 1,349     |
| 24  | -  | -  | -   | -   | 36  | -        | 54            | 954       |
| -   | -  | -  | -   | -   | -   | -        | 77            | 702       |
| -   | -  | -  | -   | -   | -   | -        | 113           | 595       |
| -   | -  | -  | -   | -   | -   | -        | 91            | 641       |

Tổng doanh thu: 90,992*